# Le Cinquième Procédé
Le Cinquième Procédé est un roman policier français de Léo Malet, paru en 1947 aux éditions S.E.P.E. Il s’agit du cinquième roman de la série ayant pour héros le détective Nestor Burma.

## Résumé
Le 8 novembre 1942, Burma se rend à Marseille. L'industriel Robert Beaucher lui a confié la mission de récupérer des lettres d'amour compromettantes chez la danseuse Jackie Lamour qui travaille au Cabaret du Merle. À la nuit tombée, Burma entre par effraction dans la villa où réside la danseuse et s'empare des documents. Il s'apprête à partir quand il est surpris par la dame et Beaucher lui-même. Il les assomme tous deux et quitte les lieux en ayant pris soin de prendre des bijoux et de l'argent pour simuler un cambriolage.
Le lendemain, Burma et Beaucher se donnent rendez-vous au vieux port où le détective remet tout ce qu'il avait subtilisé à son client. À 19h, Burma prend le train pour Paris à la gare Saint-Charles. Au terme du voyage, en gare de Lyon, un attroupement attire son attention. Quand il s'approche, les autorités policières et le chef de gare lui demandent de les suivre jusqu'à un compartiment où est affalé le cadavre d'un homme qui lui ressemble comme un frère. Florimond Faroux, un ami du détective récemment nommé commissaire, lui apprend que la victime arborait la croix gammée. Après avoir cru qu'il s'agissait d'un serbe, la police l'identifie comme le croate Sdenko Matitch, spécialiste des questions pétrolières et agent des services secrets nazis.
Après qu'on a essayé d'attenter à sa vie dans son propre appartement, Nestor Burma déduit que la cause de ses ennuis est liée à l'affaire Beaucher et que c'est lui qu'on voulait abattre dans le train quand on a tué par mégarde l'espion nazi. Le détective retourne donc à Marseille et, de fil en aiguille, tombe sur la piste du cinquième procédé, une nouvelle technique révolutionnaire et plus efficace de détection et d'extraction du pétrole dont l'enjeu, en pleine Seconde Guerre mondiale, est crucial pour les nazis.

## Éditions
- S.E.P.E., Labyrinthe, 1947
- Librairie de la Butes-aux-Cailles, 1980
- Fleuve noir, Les Nouveaux Mystère de Paris no 25, 1985
- Éditions Robert Laffont, collection Bouquins, 1986 ; réédition en 2006
- 10-18, Grands détectives no 1997, 1989
- Fleuve noir, Les Aventures de Nestor Burma no 5, 1990

## Prix et récompenses
- Grand prix de littérature policière 1948

## Adaptation à la télévision
- 1994 : Le Cinquième Procédé, épisode 2, saison 4, de la série télévisée française Nestor Burma réalisé par Joël Séria, adaptation du roman éponyme de Léo Malet, avec Guy Marchand dans le rôle de Nestor Burma.

## Sources
- Jacques Baudou (dir.), Les Nombreuses Vies de Nestor Burma, Nantes, Les Moutons électriques, coll. « La Bibliothèque rouge no 18 », 2010, 333 p. (ISBN 978-2-36183-003-8, OCLC 670472170), p. 76-78.
- Francis Lacassin, Sous le masque de Léo Malet, Nestor Burma, Amiens, Encrage, coll. « Portraits » (no 4), 1991 (ISBN 978-2-906-38932-8, OCLC 406670086), p. 33-38.
- Jean Tulard, Dictionnaire du roman policier : 1841-2005. Auteurs, personnages, œuvres, thèmes, collections, éditeurs, Paris, Fayard, 2005, 768 p. (ISBN 978-2-915793-51-2, OCLC 62533410), p. 154.